# 30º Stormo
Il 30º Stormo era uno stormo dell'Aeronautica Militare.

## La storia
Il 30º Stormo Bombardamento Marittimo nacque il 1º Giugno 1931 quando venne costituito sull'idroscalo "Pier Luigi Penzo" di Puntisella di Pola con l'87º con le Squadriglie 192ª e 193ª ed il 90º Gruppo con le Squadriglie 194ª e 195ª dotati di idrovolanti Savoia-Marchetti S.55.
Nel 1936 diventa 30º Stormo Bombardamento Terrestre trasferendosi sull'Aeroporto di Poggio Renatico e completando il passaggio sui Savoia-Marchetti S.M.81.
Il reparto si sposta il 1º luglio 1936 all'Aeroporto di Forlì, prendendo parte dal 6 al 10 aprile 1939 all'Invasione italiana dell'Albania inquadrato nella 1ª Squadra aerea.

### Seconda guerra mondiale

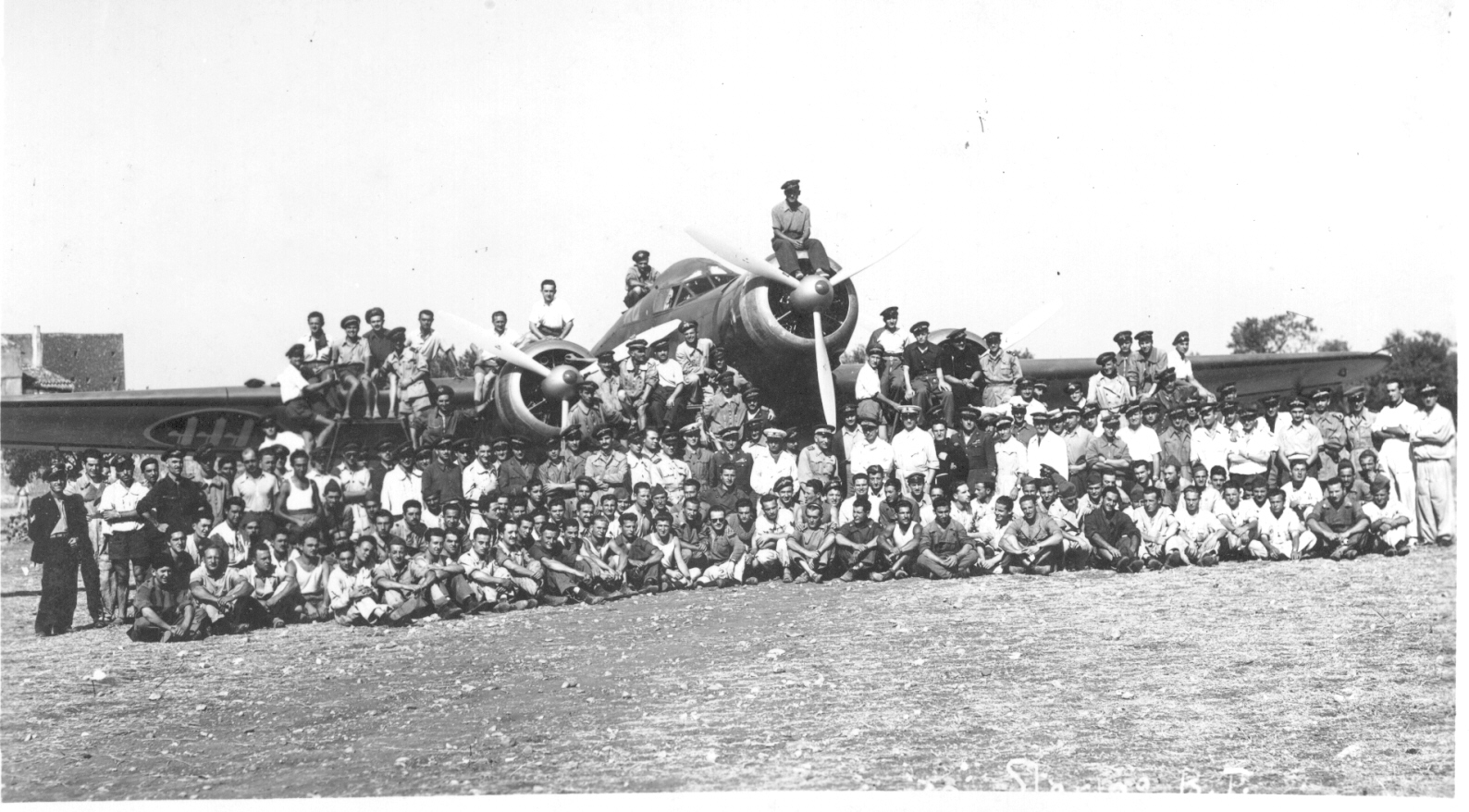
Equipaggi del 30º Stormo B.T. - Aeroporto di Sciacca, 1940/1941

Al 10 giugno 1940 il 30º Stormo Bombardamento Terrestre era al comando del Colonnello Antonino Serra all'Aeroporto di Sciacca con 27 Savoia-Marchetti S.M.79 inquadrato nella XI Brigata Bombardamento Terrestre "Nibbio" del Gen. B.A. Giuseppe Barba dell'Aeroporto di Castelvetrano nella 2ª Squadra aerea. Lo Stormo era formato dal LXXXVII Gruppo (192ª Squadriglia con 7 SM 79 e 193ª Squadriglia con 7 SM 79) e dal XC Gruppo (194ª Squadriglia con 7 SM 79 e 195ª Squadriglia con 6 SM 79).
Il reparto rimase a Sciacca fino al settembre 1941.
Transitato poi sui CANT Z.1007bis, il reparto fu trasferito nell'Agosto 1942 sull'Aeroporto di Rodi-Marizza dove assunse la posizione quadro il 1º settembre 1943. All'8 settembre successivo il XC Gruppo Bombardamento Terrestre era ancora a Marizza con la 194ª Squadriglia con 4 CZ 1007 BIS e la 195ª Squadriglia con 4 CZ 1007 BIS.

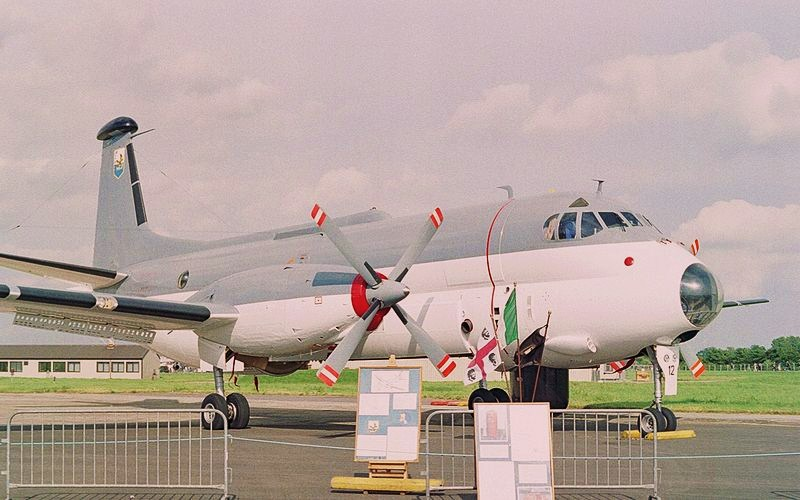
BR 1150 Atlantic del 30° nel 1993

### Dopoguerra
Fu ricostituito il 1º gennaio 1973, nell'Aviazione Antisom, per la lotta antisommergibile, e allo scopo venne dotato dei nuovi pattugliatori marittimi Breguet Br 1150 Atlantic, venendo dislocato in Sardegna, presso l'Aeroporto di Cagliari-Elmas, con alle dipendenze l'86º Gruppo Antisom, dotato della 161ª e la 162ª Squadriglia, con equipaggi misti Aeronautica e Marina. 
Il reparto è stato quindi sciolto il 31 luglio 2002, trasferendo l’86º Gr. A/S ed i suoi velivoli, BR-1150 “Atlantic” presso il 41º Stormo, sull'Aeroporto di Sigonella. 
Contestualmente l'86º assunse la denominazione di "Centro Addestramento Avanzato". La base di Elmas del 30°, chiusa nel 2015, è ora tutelata dalla sovrintendenza ai beni culturali.